# 俄罗斯联邦功勋外交工作者
俄罗斯联邦功勋外交工作者，是俄罗斯联邦授予外交工作者的一个荣誉称号。

## 历史
“俄罗斯联邦功勋外交工作者”称号由1998年3月30日俄罗斯联邦总统令第319号设立。

## 授予对象
“俄罗斯联邦功勋外交工作者”荣誉称号授予为俄罗斯联邦外交部工作的资深外交官，具体符合以下要求：
- 捍卫俄罗斯在世界的利益，并确保其在主要国际组织中的领导地位；
- 发展和加强俄罗斯与其他国家的政治经济联系；
- 保护俄罗斯的国家利益，保护俄罗斯联邦在外公民的合法权利；
- 积极组织和开展外交政策介绍活动；
- 致力于俄罗斯联邦外交部年轻工作人员的教育和培训工作。

申请获得该荣誉称号还需要符合2个先决条件：从业不少于20年，并且荣获过俄联邦国家权力机关或俄联邦主体（州、边疆区等）权力机关授予的专业奖项。

## 胸章样式
胸章为椭圆形设计。长轴为40毫米，宽轴为30毫米。正上方刻有俄羅斯聯邦國徽，中央刻有“功勋外交工作者”字样。
胸章应佩戴在胸部的右侧。